# Проглас
Списание „Проглас“ (ISSN 0861-7902) е издание на Филологическия факултет на ВТУ „Св. св. Кирил и Методий“. То излиза от 1992 г. два пъти годишно и публикува оригинални статии на български език по лингвистични, литературоведски и културоведски теми, рецензии за нови книги и хроника на по-важни събития. Освен по специфичната за всеки брой „Водеща тема“ в раздел „Varia“ намират място и статии по предложени от авторите проблеми.
Всяка книжка се публикува и в електронен формат (ISSN 2367-8585), на сайта www.journals.uni-vt.bg. Списанието е индексирано в над 10 системи, сред които ERIH PLUS (Европейския реферативен индекс за хуманитарни и социални науки), CEEOL (Централно- и източноевропейската онлайн библиотека), MLA и др. Спечелило е конкурс за научна периодика към Фонд „Научни изследвания“ за 2018 и 2019 г.
В редколегията му членуват чуждестранни и български учени с доказана международна цитируемост. Авторите на ръкописи подписват декларация за спазване на Етичните правила на списанието, поместени на сайта му. Всяка от публикуваните статии се одобрява чрез проверка за плагиат и двойно анонимно рецензиране. 
Главни редактори: проф. Живка Колева-Златева (2020 – ), проф. Николина Бурнева (2015 – 2019), проф. Пенка Радева (2006 – 2015), проф. Георги Данчев (1992 – 2000) и др.